# Victor Sen Yung

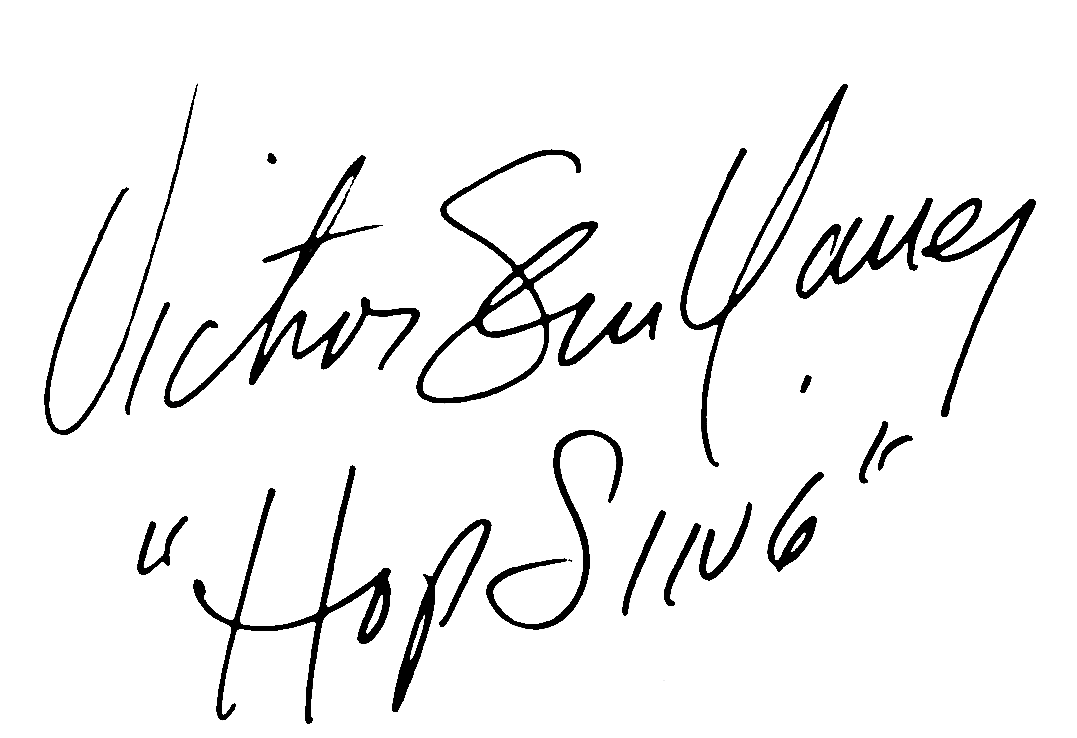
Autogramm Victor Sen Yung

Victor Sen Yung (chinesisch 揚森; * 18. Oktober 1915 in San Francisco als Sen Yew Cheung; † aufgefunden am 9. November 1980 in North Hollywood) war ein US-amerikanischer Schauspieler.

## Biografie
Yung wurde als Sohn chinesischer Eltern in San Francisco geboren. Als seine Mutter 1919 an der Spanischen Grippe starb, kamen seine Schwester und er zunächst in ein Kinderheim. Mitte der 1920er-Jahre kehrt sein Vater, der zwischenzeitlich nach China zurückgekehrt war, mit einer neuen Ehefrau zurück und holte seine Kinder aus dem Kinderheim. Nach seinem Schulabschluss studierte Sen Yung dann Tierhaltung an der Universität in Berkeley. 
1937 drehte Yung seine ersten Filme in Hollywood unter dem Pseudonym Victor Yung. Er trat während seiner Karriere auch unter den Namen Sen Young, Victor Sen Young, Victor Young und Sen Yung auf. Nebenher arbeitete er anfangs weiter für eine Chemiefirma und brachte Proben eines Flammenschutzmittels zur 20th Century Fox, um sie zu verkaufen. Anstatt die Chemikalien zu kaufen, castete man ihn für die Rolle als Charlie Chans Sohn Nummer 2 in dem Film Charlie Chan in Honolulu (1938). Daraufhin spielte er in insgesamt achtzehn Charlie-Chan-Filmen mit (zehn für Fox, weitere acht für Monogram, zunächst als Sohn Nummer 2 „Jimmy“, später als „Tommy“).
Abgesehen von den Charlie-Chan-Film erhielt Yung oftmals nur kleinere Nebenrollen, die (wie für asiatischstämmige Schauspieler damals üblich) stereotypisch angelegte Figuren als Wäscher, Hausangestellter oder Kellner waren. Eine seiner hochwertigeren Rollen erhielt er als ein intelligenter, ambitionierter Anwaltsgehilfe in William Wylers Drama Das Geheimnis von Malampur (1940) an der Seite von Bette Davis. Im Zweiten Weltkrieg unterbrach Yung seine Filmkarriere und diente in der First Motion Picture Unit. Er erreichte den Militärrang eines Captain.
Nach dem Krieg setzte Yung seine Schauspielkarriere nahtlos fort und trat ab den 1950er-Jahren in vielen Fernsehserien auf. Im Fernsehen erhielt er auch die Rolle, für die er im deutschsprachigen Raum am bekanntesten sein dürfte: als Koch Hop Sing auf der Ponderosa-Ranch in der Fernsehserie Bonanza, diese Figur verkörperte er zwischen 1959 und 1973 in 108 Folgen. Insgesamt umfasst Yungs filmisches Schaffen mehr als 160 Film- und Fernsehproduktionen zwischen 1937 und seinem Todesjahr. Sein letzter Film wurde die Krimiparodie Sam Marlow, Privatdetektiv.
Yung war nie verheiratet und kinderlos. 1972 geriet er in die Schlagzeilen, weil er als Flugzeugpassagier in dem entführten Flugzeug Pacific Southwest Airlines Flight 710 saß und bei einem Schusswechsel der Flugzeugentführer mit dem FBI eine Schussverletzung erlitt. 1974 veröffentlichte Yung ein Buch über kantonesisches Kochen mit dem Titel „Great Wok Cookbook“ (Nash Publishing). Der 65-jährige Schauspieler wurde am 9. November 1980 in seinem Haus tot aufgefunden, war aber offenbar schon bis zu zehn Tage früher gestorben. Als Todesursache wurde eine Gasvergiftung festgestellt, offenbar hervorgerufen durch ein Gasleck an einem Ofen.

## Filmografie (Auswahl)
- 1937: Die gute Erde (The Good Earth)
- 1937: Doppelt oder Nichts (Double or Nothing)
- 1937: Mr. Moto und der China-Schatz (Thank You, Mr. Moto)
- 1938: Mr. Moto und der Dschungelprinz (Mr. Moto Takes a Chance)
- 1938: Charlie Chan in Honolulu
- 1939: Charlie Chan in Reno
- 1939: Charlie Chan auf der Schatzinsel (Charlie Chan at Treasure Island)
- 1940: Charlie Chan in Panama
- 1940: Charlie Chan auf Kreuzfahrt (Charlie Chan’s Murder Cruise)
- 1940: Charlie Chan im Wachsfigurenkabinett (Charlie Chan at the Wax Museum)
- 1940: Das Geheimnis von Malampur (The Letter)
- 1940: Charlie Chan: Mord über New York (Murder Over New York)
- 1941: Charlie Chan auf dem Schatzsucherschiff (Dead Men Tell)
- 1941: Fluchtweg unbekannt (They Met in Bombay)
- 1941: Charlie Chan in Rio
- 1942: A Yank on the Burma Road
- 1942: Charlie Chan – Das Schloss in der Wüste (Castle in the Desert)
- 1942: Nacht im Hafen (Moontide)
- 1942: Abenteuer in Panama (Across the Pacific)
- 1943: Der kleine Engel (Lost Angel)
- 1944: Winged Victory
- 1946: Charlie Chan – Schatten über Chinatown (Shadows Over Chinatown)
- 1946: Charlie Chan – Gefährliches Geld (Dangerous Money)
- 1946: Charlie Chan – Die Falle (The Trap)
- 1947: Die Bestie von Shanghai (Intrigue)
- 1947: Charlie Chan – Der chinesische Ring (The Chinese Ring)
- 1948: Opium (To the Ends of the Earth)
- 1948: Der Mann ohne Gesicht (Rogues’ Regiment)
- 1949: Die China-Mission (State Department: File 649)
- 1949: Boston Blackie’s Chinese Venture
- 1949: Rotes Licht (Red Light)
- 1949: Der Schlagerkönig (Oh, You Beautiful Doll)
- 1949: Zwei Männer und drei Babies (And Baby Makes Three)
- 1950: Ein charmanter Flegel (Key to the City)
- 1950: A Ticket to Tomahawk
- 1950: Menschenschmuggel (The Breaking Point)
- 1950: Einer weiß zuviel (Woman on the Run)
- 1951: Mein Mann will heiraten (Grounds for Marriage)
- 1951: The Groom Wore Spurs
- 1951: Peking-Expreß (Peking Express)
- 1951: Der Gauner und die Lady (The Law and the Lady)
- 1952: Hongkong
- 1952: Der unsichtbare Schütze (The Sniper)
- 1952: Zwei räumen auf (Cripple Creek)
- 1953: Gardenia – Eine Frau will vergessen (The Blue Gardenia)
- 1953: Strandgut (Forbidden)
- 1954: Teufel von Hongkong (Trader Tom of the China Seas)
- 1954: Kalifornische Sinfonie (Jubilee Trail)
- 1954: Hotel Schanghai (The Shanghai Story)
- 1954: Eisenbahndetektiv Matt Clark (Stories of the Century, Fernsehserie, Folge 1x16)
- 1955: Die Hölle von Dien Bien Phu (Jump into Hell)
- 1955: Treffpunkt Hongkong (Soldier of Fortune)
- 1955: Die linke Hand Gottes (The Left Hand of God)
- 1955: Der gelbe Strom (Blood Alley)
- 1956: Vom Teufel verführt (The Rawhide Years)
- 1956: Flug nach Hongkong (Flight to Hong Kong)
- 1956: Schach dem Mörder (Accused of Murder)
- 1956: The Lone Ranger (Fernsehserie, Folge 5x10)
- 1957: Tag ohne Ende (Men in War)
- 1958: Kampfgeschwader Totenkopf (Jet Attack)
- 1958: Kampfflieger (The Hunters)
- 1958: Bis zur letzten Patrone (The Saga of Hemp Brown)
- 1959: Mickey Spillane’s Mike Hammer (Fernsehserie, Folge 2x17)
- 1959: Bronco (Fernsehserie, Folge 2x01)
- 1959, 1961: Perry Mason (Fernsehserie, 2 Folgen)
- 1959–1963: Hawaiian Eye (Fernsehserie, 3 Folgen)
- 1959–1973: Bonanza (Fernsehserie, 108 Folgen)
- 1960–1962: Bachelor Father (Fernsehserie, 6 Folgen)
- 1961: Westlich von Santa Fé (The Rifleman, Fernsehserie, Folge 3x34)
- 1961: Mandelaugen und Lotosblüten (Flower Drum Song)
- 1962: Bekenntnisse eines Opiumsüchtigen (Confessions of an Opium Eater)
- 1965: Mr. Ed (Mister Ed, Fernsehserie, Folge 6x03)
- 1965, 1968: Tennisschläger und Kanonen (I Spy, Fernsehserie, 2 Folgen)
- 1966: Solo für O.N.C.E.L. (The Man from U.N.C.L.E., Fernsehserie, Folge 3x13)
- 1966–1972: FBI (The F.B.I., Fernsehserie, 3 Folgen)
- 1968: Verrückter wilder Westen (The Wild Wild West, Fernsehserie, Folge 4x10)
- 1968, 1970: Mini-Max (Get Smart, Fernsehserie, 2 Folgen)
- 1969: Hawaii Fünf-Null (Hawaii Five-O, Fernsehserie, Folge 1x15)
- 1970: Herrscher der Insel (The Hawaiians)
- 1972–1974: Kung Fu (Fernsehserie, 7 Folgen)
- 1973: Das letzte Wort hat Tilby (The Red Pony, Fernsehfilm)
- 1975: Make-up und Pistolen (Police Woman, Fernsehserie, Folge 1x18)
- 1975: Die Küste der Ganoven (Barbary Coast, Fernsehserie, Folge 1x05)
- 1975: Die Killer-Elite (The Killer Elite)
- 1979: Durch die Hölle nach Westen (How the West Was Won, Fernsehserie, Folge 3x10)
- 1980: Sam Marlow, Privatdetektiv (The Man with Bogart’s Face)